# Artabotrys zeylanicus
Artabotrys zeylanicus Hook.f. & Thomson – gatunek rośliny z rodziny flaszowcowatych (Annonaceae Juss.). Występuje naturalnie na Sri Lance oraz w Indiach (w stanach Tamilnadu, Karnataka i Kerala). 

## Morfologia
PokrójZimozielony krzew. Ma pnące pędy, młodsze są owłosione.
LiścieMają kształt od lancetowatego do odwrotnie lancetowatego. Mierzą 12–17 cm długości oraz 5–8 cm szerokości. Są prawie skórzaste. Nasada liścia jest ostrokątna. Wierzchołek jest prawie ostry lub spiczasty. Ogonek liściowy jest nagi i dorasta do 7–10 mm długości.
KwiatySą pojedyncze lub zebrane po 2–4 w pęczkach. Rozwijają się w kątach pędów. Wydzielają zapach. Mierzą 4–5 cm średnicy. Działki kielicha mają kształt od owalnego do trójkątnego, dorastają do 4–5 mm długości, są owłosione, zrośnięte u podstawy. Płatki mają podłużnie lancetowaty kształt i żółtą barwę, osiągają do 30–35 mm długości. Kwiaty mają owłosione słupki o równowąskim kształcie i długości 3 mm.
OwoceTworzą owoc zbiorowy. Mają jajowaty kształt. Osiągają 3 cm długości. Są owłosione, siedzące.

## Biologia i ekologia
Rośnie w wiecznie zielonych lasach. Kwitnie od poaździernika do lutego, natomiast owoce pojawiają się od maja do sierpnia.